# Моргенштерн, Семён Григорьевич
Семен Григорьевич Моргенштерн (1868, Одесса, Херсонская губерния — 1952, Ялта, Крымская область) — русский и советский учёный-виноградарь, профессор с 1926 года.

## Биография
Родился в 1868 году в Одессе. В 1891 году окончил Санкт-Петербургский технологический институт, в 1893 году — Высшие винодельческие курсы при Никитском ботаническом саду.
Научную деятельность начал на Плотянской опытной станции (ныне село Плоть Рыбницкого района Молдавии) как химик-винодел, где в 1895—1899 годах исследовал вина, почвы виноградников, вёл опыты по культуре винограда. До 1917 года работал управляющим Сахарнянской земской школой виноградарства и виноделия.
С 1919 года — заведующий секцией специальных культур и сельскохозяйственного образования в Подольском губернском земском отделе, с 1925 года заведующий кафедрой специальных культур и технологии растительных продуктов Каменец-Подольского сельскохозяйственного института.
С 1936 года заведующий отделом виноделия и виноградарства в Закавказском научно-исследовательском институте виноградарства и виноделия (Телави), с 1937 года заведующий энохимической лабораторией во Всесоюзном научно-исследовательском институте виноградарства и виноделия «Магарач» (Ялта).
Умер в Ялте в 1952 году.

## Научная деятельность
Внес значительный вклад в подготовку работников лабораторий винзаводов комбината «Массандра», вёл занятия в школе плодоводства и виноградарства при Никитском ботаническом саде. Автор более 30 научных работ по виноградарству и виноделию.